# Vernon Subutex 1
Vernon Subutex 1 és una novel·la de Virginie Despentes publicada en francès el gener de 2015 per Éditions Grasset. Aquest és el primer volum d'una trilogia: la segona part es publicà el juny de 2015 i la tercera el 2017.
En aquesta obra, el protagonista principal és Vernon Subutex, un venedor de discos desnonat de casa seva després d'haver hagut de tancar la seva botiga parisenca, que mira de contactar amb algunes amistats mentre busca allotjament.
Vernon Subutex és la vuitena novel·la de Virginie Despentes. Va tenir la idea d’escriure aquesta novel·la «veient la gent que l'envoltava trobar-se en situacions complicades als cinquanta anys». Despentes hi presenta «totes les classes socials» de l'actual societat francesa, que descriu com «trista» i «deprimida».
El nom del personatge principal, Subutex, fa referència al nom comercial de la buprenorfina, una substància que s'utilitza per al tractament de l'addicció als opioides. El primer nom, Vernon, fa referència a un dels pseudònims de l'escriptor Boris Vian: Vernon Sullivan.

## Argument
Vernon Subutex regenta una de les botigues de discos més famoses de París dels anys 1980 però després de la crisi discogràfica de la dècada del 2010 ha de tancar la seva botiga. A partir d'aleshores, viu una temporada amb l'ajuda dels serveis socials, evitant sortir de casa i penjat d'internet.
Un amic seu, Alex Bleach, famós cantant de rock, l'ajuda econòmicament a pagar el lloguer, fins que mor de cop. Abans de morir, el cantant confia a Vernon un enregistrament audiovisual creat sota la influència de les drogues, que fa que Subutex sigui buscat per diversos personatges. Vernon, sense cap font d'ingressos, és desnonat del seu pis. Decideix demanar ajuda a les seves velles amistats, a la majoria de les quals no veu des de fa anys, afirmant que només és a París «de pas» i que ha refet la seva vida al Quebec.
L'acullen diferents personatges que eren, en la seva major part, clients de la botiga: del pare formal d'una família a l'actriu pornogràfica, passant per un home brutal que no pot evitar colpejar la seva dona, cadascun dels personatges l'allotja durant uns dies. Vernon Subutex es troba sense solucions, sense diners, sense mitjans i al carrer, fins que coneix una persona sense llar que l'inicia en la supervivència urbana.
El 2019 es va emetre una sèrie de televisió de nou capítols, produïda per Canal + i dirigida per Cathy Verney. Romain Duris interpreta el paper de Vernon Subutex, l'antiheroi de la novel·la.